# César Agenjo Cecilia
César Agenjo Cecilia (Santander, 6 de abril de 1909-Barcelona, 3 de febrero de 1998) fue un veterinario español, especializado en la sanidad de los alimentos y productos lácteos. Fue director del Laboratorio Regional de Sanidad Animal de Cataluña y Baleares desde 1973 a 1979.

## Relaciones familiares
Hijo de Dionisio Agenjo de Lózar y hermano de Ramón Agenjo Cecilia. El 19 de junio de 1944 contrajo matrimonio con Josefina Bosch Damm, nieta de Josep Damm, fundador en 1876 de las Cervezas Damm en Barcelona.

## Formación
Inició sus estudios de bachillerato en Madrid, en el Instituto San Isidro, y los finalizó en Burgos, en 1925. En 1928 obtuvo el diploma de Técnico Agrícola en la Escuela de Agricultura de Ondes. En 1931 terminó los estudios de Veterinaria en la Escuela Superior de Veterinaria de Madrid, para obtener en 1932 el diploma de Estudios Superiores de Veterinaria, equivalente al doctorado. Entre 1931 y 1933 simultaneó los estudios de Veterinaria con los de Ciencias Naturales.
Amplió su formación en la École Nationale d'Industrie Laitière et des Biotechnologies de Poligny y en el Institute of Veterinary Bacteriology de Berna. En 1934 obtuvo una beca de estudios en el Istituto sperimentale de caseificio di Lodi, con la que profundizó en el estudio de los productos lácteos, sus fermentos y su bacteriología.

## Vida profesional
Inició su vida profesional en 1933 como técnico de la recién constituida Cooperativa de Industrias Lácteas Españolas. En 1935 fue nombrado profesor de la Cátedra Ambulante del Ministerio de Agricultura, y más tarde profesor agregado de la Cátedra de Inspección de Alimentos, cuyo catedrático era Cesáreo Sanz Egaña, de la Escuela Superior de Veterinaria Madrid. En 1936 obtiene la plaza de veterinario militar y es destinado a los servicios del Laboratorio y Análisis de Alimentos. Durante la guerra civil estuvo destinado en una unidad dependiente de la 8ª División del Sexto Cuerpo del Ejército Popular de la República.
Al finalizar la guerra civil, con motivo de la depuración de funcionarios, tuvo que cesar en los puestos que desempeñaba, tanto en el Ministerio de la Guerra como en el Ministerio de Instrucción Pública y Bellas Artes. En 1940 se reintegra a su puesto de profesor agregado en la Escuela Superior de Veterinaria de Madrid, e ingresa como técnico de laboratorio en el Instituto de Biología Animal. En 1941 aprueba el concurso-oposición al Cuerpo Nacional Veterinario y accede, en el mismo año, al cargo de parasitólogo en el Instituto de Biología Animal, labor que combina con la impartición de diferentes cursos de la Cátedra Ambulante del Ministerio de Agricultura por numerosas localidades españolas.
En 1945 traslada su residencia de Madrid a Barcelona para ocupar el puesto de Inspector Provincial de Sanidad Veterinaria de Barcelona, cargo que según la Ley de 25 de noviembre de 1944 de Bases de Sanidad Nacional conllevaba la jefatura de la inspección sanitaria provincial y la del Puerto de Barcelona y la pertenencia en el Consejo Provincial de Sanidad. Su función primordial era el control sanitario de los alimentos y de las zoonosis transmisibles. Este puesto formaba parte de la organización de la Dirección General de Sanidad del Ministerio de la Gobernación.
Entre 1965 y 1973 ocupa los cargos de técnico de la Delegación Técnica del Servicio de Contrastación del Patronato de Biología Animal, Organismo Autónomo dependiente del Ministerio de Agricultura creado en 1952, y Jefe de Ordenación Agraria, también en Barcelona.
En 1973 es nombrado Director del Laboratorio Regional de Sanidad Animal de Cataluña y Baleares, cargo que ocupó hasta su jubilación en 1976. Este laboratorio tiene su origen en la creación, en 1946, de los Laboratorios Pecuarios Regionales; el de la región catalana llevaba el sobrenombre de Laboratorio Catalán, que en 1975 pasó a denominarse Laboratorio Regional de Sanidad Animal, y posteriormente Laboratorio de Sanidad Animal de Cataluña.
Fue miembro de la Académie vétérinaire de France, académico de la Academia de Ciencias Veterinarias de Cataluña y de la Real Academia de Medicina de Cataluña

## Aportes
Sus principales aportes se centraron en zoonosis que afectaron a la provincia de Barcelona durante los años de su actividad, y en las que contribuyó a la erradicación de la rabia humana y canina, la triquinosis porcina, o la brucelosis.
En la seguridad alimentaria son de destacar sus investigaciones en el uso de alcohol metílico en las conservas y en los vinos, o de boratos en crustáceos y moluscos, y la investigación rápida de brotes de salmonelosis. Igualmente, desde su puesto de contrastador de productos biológicos de Cataluña contribuyó al uso del suero contra la peste porcina africana, a las vacunaciones contra la peste aviar, y a la prevención del carbunco.

## Publicaciones
A lo largo de su vida publicó numerosos artículos y ponencias en diferentes congresos, y desarrolló una gran actividad divulgadora en conferencias, cursos y publicaciones, como las Hojas divulgadoras del Ministerio de Agricultura.
Sus principales obras son:
- Agenjo Cecilia, César (1946). Ganado vacuno. Madrid: Espasa-Calpe.
- Agenjo Cecilia, César (1950). Enciclopedia de la avicultura. Madrid: Espasa-Calpe.
- Agenjo Cecilia, César (1956). Enciclopedia de la leche. Madrid: Espasa-Calpe.
- Sanz Egaña, Cesáreo (1967). Enciclopedia de la carne (2ª ed. rev. y ampl. por César Agenjo Cecilia edición). Madrid: Espasa-Calpe.
- Agenjo Cecilia, César (1980). Enciclopedia de la inspección veterinaria y análisis de los alimentos. Madrid: Espasa-Calpe.

## Premios y distinciones
- En 1977 recibe la encomienda de la Orden Civil del Mérito Agrícola.[27]
- En 1986 el Ateneo de Santander le nombra Personalidad montañesa del año.[28]
- En 1995 el Gobierno de Cataluña le concede la Medalla al trabajo President Macià.[29]
- En 1997 es nombrado Académico de Honor de la Academia de Ciencias Veterinarias de Catalunya.[30]
- Medalla de Plata de la Académie vétérinaire de France[25]